# منصور بیجار
منصور بیجار (زادهٔ ۱۳۵۳ زاهدان) سیاستمدار ایرانی است که از آبان ۱۴۰۳ به‌عنوان استاندار سیستان و بلوچستان در دولت چهاردهم فعالیت می‌کند. وی همچنین اولین استاندار بلوچ اهل سنت این استان است.
او حوزه‌های اجرایی و عمرانی در استان سیستان و بلوچستان را تجربه کرده و داری مدرک کارشناسی ارشد عمران است.

## استانداری
منصور بیجار در ۹ آبان ۱۴۰۳ با پیشنهاد و تأیید هیئت دولت چهاردهم به سمت استانداری سیستان و بلوچستان منصوب و جایگزین محمد کرمی شد.